# Jens Lakemeier
Jens Lakemeier (* 13. Juni 1994) ist ein professioneller deutscher Pokerspieler. Er gewann 2017 ein Bracelet bei der World Series of Poker.

## Persönliches
Lakemeier stammt aus Neuenkirchen im Kreis Steinfurt in Nordrhein-Westfalen. In seiner Jugend betrieb er Reitsport und spielte Tennis. Lakemeier lebte mindestens 2017 gemeinsam mit den Pokerspielern Jan Schwippert und Christopher Frank in einer WG in Wien.

## Pokerkarriere
Lakemeier spielt online unter dem Nickname Fresh_oO_D. Auf der Plattform PokerStars gewann er 2017 siebenmal das Sunday Grand, ein Turnier der Variante Pot Limit Omaha mit 1050 US-Dollar Buy-in. Im September 2017 gewann Lakemeier zwei Turniere der World Championship of Online Poker (WCOOP) mit mehr als 120.000 US-Dollar Siegprämie. Einen weiteren WCOOP-Titel sicherte er sich im September 2019 in der gemischten Variante 8-Game, wofür er knapp 50.000 US-Dollar erhielt. Zudem entschied Lakemeier auf PokerStars in den Jahren 2016 und 2017 jeweils ein Event der Spring Championship of Online Poker für sich.
Seine ersten Geldplatzierungen bei Live-Turnieren erzielte Lakemeier Anfang April 2013 im nordzyprischen Kyrenia. Mitte Oktober 2013 gewann er ein Side-Event der European Poker Tour (EPT) in London mit einer Siegprämie von umgerechnet 25.000 US-Dollar. Ende März 2014 belegte er beim High-Roller-Event der Eureka Poker Tour in Wien den mit knapp 30.000 Euro dotierten 13. Platz. Im Sommer 2015 war Lakemeier erstmals bei der World Series of Poker (WSOP) im Rio All-Suite Hotel and Casino am Las Vegas Strip erfolgreich und kam fünfmal ins Geld, dabei erhielt er sein höchstes Preisgeld von knapp 30.000 US-Dollar für seinen 314. Platz im Main Event. Bei der Poker-Europameisterschaft im österreichischen Velden belegte er im Juli 2015 den zweiten Platz im High-Roller-Event und sicherte sich damit rund 75.000 Euro. Ein Jahr später wurde er beim Main Event der Poker-EM Zweiter und erhielt aufgrund eines Deals mit dem Sieger Matthias Habernig sein bisher höchstes Preisgeld von 120.000 Euro. Mitte Dezember 2016 wurde Lakemeier in Prag Achter beim EPT High Roller und erhielt dafür knapp 100.000 Euro Preisgeld. Bei der WSOP 2017 gewann Lakemeier das Big Bet Mix und erhielt ein Bracelet sowie über 100.000 US-Dollar Siegprämie. Seitdem blieben größere Live-Turniererfolge aus.
Insgesamt hat sich Lakemeier mit Poker bei Live-Turnieren knapp eine Million US-Dollar erspielt.